# CASINO DRIVE
『CASINO DRIVE』（カジノ・ドライヴ）は、日本のロックバンドであるRED WARRIORSの2枚目のオリジナル・アルバム。
1987年6月21日に日本コロムビアのBODYレーベルからリリースされた。前作『LESSON 1』（1986年）からおよそ8か月ぶりにリリースされた作品であり、作詞はダイアモンド☆ユカイおよび木暮武彦が担当、作曲は全曲ともに木暮が担当、プロデュースは日本コロムビア所属の宗清裕之および木暮が担当している。
ユカイが日米合作映画『TOKYO-POP』（1988年）の主演を担当することになったため、映画撮影後にコンサートツアーの合間を縫って限られた時間の中でレコーディングが行われた。前作に引き続きベルリン出身のマイケル・ツィマリングがレコーディング・エンジニアを担当している。本作にはビートルズやローリング・ストーンズなどに影響を受けたロックンロールの楽曲が多数収録されており、またジョン・レノンに対する思いを表現した楽曲や先行シングルとなった「バラとワイン」のアルバム・バージョンが収録されている。
本作はオリコンアルバムチャートにおいて最高位第11位となった。1970年代風のバンドサウンドを意識した音楽性やユカイのボーカルに関しては批評家たちから絶賛された。

## 背景
「ホンキートンク・R&R・バンド」に所属していたダイアモンド☆ユカイと、「クリネックス」に所属していた木暮武彦は埼玉県内で行われたアマチュア・バンドが集結するイベントライブにおいて邂逅し、「ちょっとコイツの歌でギター弾いてみたいな」という印象を持った木暮はユカイに声をかけ、即興でチャック・ベリーの「ジョニー・B.グッド」（1958年）のセッションを行った。その後「ホンキートンク・R&R・バンド」が解散したことを切っ掛けとして木暮のバンドの練習に参加するようになったユカイであったが、結婚を理由にバンドへの本格的な参加を拒否。ユカイにバンド参加を断られた木暮はNOKKOたちとともにレベッカを結成する。レベッカにおいてメジャー・デビューを果たした木暮であったが、バンドの方向性の違いを理由にレベッカを脱退することになり、木暮はユカイに再びバンド結成の提案を持ちかける。その後尾崎豊のローディーを担当していた小川清史および木暮とともにレベッカを脱退した小沼達也の4名でバンドを結成することとなった。結成当初のバンド名は「レベッカ♂」であり、ライブに来ていた聴衆はレベッカのファンが大部分を占めていたが減少傾向にあったこと、またビートルズやローリング・ストーンズのようなロックンロールを目指すために木暮がバンド名の変更を提案、音楽誌『Player』の取材を機に映画『ウォリアーズ』（1979年）に因んでバンド名を「RED WARRIORS」と名乗るようになった。その後音楽事務所マザーエンタープライズに所属することが決定。
1986年10月10日にはデビュー・アルバム『LESSON 1』（1986年）がリリースされる。リリースから間もなく日本武道館公演がブッキングされたが、チケット代金が1000円と安価であり、事務所が世間に対して発信するために採算度外視で計画されたライブであった。その後ユカイは日米合作映画『TOKYO-POP』（1988年）への出演が決定、事務所と契約を済ませたばかりのデビュー直前に出演依頼が出されたため、バンドが始動したばかりの時期であったこともあり、メンバーは乗り気ではなかったとユカイは述べている。この映画出演がRED WARRIORSの解散時期を早めたとの説もあるが、ユカイは明確にこれを否定しており、事務所側からすれば世界デビューになり映画で注目を集めることでバンド活動も軌道に乗ると計画していた節があるとユカイは述べている。また、同映画の主人公役の選定は難航を極めており、当初は尾崎豊に出演依頼が出されたものの交渉が決裂したとユカイは述べている。同映画は好評を得たため、1987年度のカンヌ国際映画祭に出品されることとなり、ユカイはレッド・カーペットの上を歩く経験をしたと述べている。1987年4月21日には映画の撮影前にレコーディングが終了していた「バラとワイン」が先行シングルとしてリリースされた。しかし同曲は売り上げが伸びず、その理由をユカイはレコードからCDへの転換期であったことや、映画撮影のためにプロモーション活動が出来ていなかったことも原因であると述べた上で、「チャートの上位に届かなかったのが残念だった」と述べている。また、映画撮影が終了してバンド活動に戻った際にメンバーは「俺たちをなんでこんなに待たすんだ」と息巻いており、コンサートツアーの予定もすでに200本ほど組まれていたため、ツアー開始後にはわずかな空き時間でも本作のレコーディングに追われる状態となった。

## 楽曲と音楽性

### SIDE 1
1. 「CASINO DRIVE」
木暮による「日本のフォークやロックの中にあったジメジメとした演歌な感じがすごく嫌いだった。もっとカラッとして突き抜けた大陸的なロックがやりたかった」との思いから制作された楽曲であり、「SHOCK ME」で目指した音楽性が完成した作品であるとも木暮は述べている[15]。本作のプロデューサーである宗清裕之によれば、セックス&ドラッグ&ロックンロールを宣伝文句としていた初期RED WARRIORSのバンドスタイルから一歩前進した「質の高いR&Rソング」であり、「歌のメッセージといい演奏スタイルといい、バンドへの精神的ポリシーと音楽的実践面がバッチリかみ合った作品」であると述べている[16]。本作におけるユカイのボーカルはメインがセンターに、ワイルドな唱法のテイクが左側に、ギター・アンプを通したテイクが右側にそれぞれ充てられたトリプル・ミックスとなっており、宗清は会心の仕上がりであると自負している[16]。1989年のRED WARRIORS解散後、アメリカ合衆国に移住した木暮が結成した多国籍バンドが本曲と同名の「CASINO DRIVE」であった[17]。音楽情報サイト『OKMusic』にてライターの帆苅竜太郎は、高倉健や菅原文太が出演している映画を見た後に気が大きくなるのと同じ効果があり、「何か大きなものにも勝てるんじゃなかろうか?」という高揚感を与えると主張、挫折を経験しながらも夢や目標に立ち向かう人々に聴いてほしい曲であると述べている[18]。ダイアモンド✡ユカイのカバー・ベスト・アルバム『I AM A ROCKMAN』（2009年）において、2009年当時ライブで演奏されていたアレンジで再録音された音源が収録された[19]。
2. 「I MISS YOU」
音楽情報サイト『OKMusic』にて帆苅は、「へヴィなリフでグイグイと引っ張るナンバー」であると述べている[18]。
3. 「OLD FASHIONED AVENUE」
音楽情報サイト『OKMusic』にて帆苅は「まさにオールドファッションなR&Rナンバー」と述べた他、ユカイのボーカルについて「オールドスクールなR&R特有のフェイク」が導入されていることを指摘している[18]。
4. 「OUTLAW BLUES」
音楽情報サイト『OKMusic』にて帆苅は、「へヴィなブルース」であると述べている[18]。
5. 「MORNING AFTER」
木暮がローリング・ストーンズの「アズ・ティアーズ・ゴー・バイ (涙あふれて)」（1965年）もしくはビートルズの「イエスタデイ」（1965年）の中間あたりを狙って制作した曲であると宗清は推測しているが、現代のレコーディング技術ではサウンドのクオリティが高すぎたために「ショボい音が好き」である木暮にしてみれば思惑通りにならなかった曲であるとも宗清は述べている[20]。音楽情報サイト『OKMusic』にて帆苅は、アコースティック・ギターとストリングスを導入したミディアムバラードであると述べている[18]。

### SIDE 2
1. 「JOHN」
ユカイが音楽を始める切っ掛けともなったジョン・レノンに対する曲として制作され、制作当初は「ノスタルジー」というタイトルであったとユカイは述べている[15]。ユカイは本曲について「なんかとてもノスタルジックなさびとメロディーがマッチしてなんとも言えないいい感じだね」と述べ、RED WARRIORSの中において好きな曲の一つであると述べている[15]。宗清は本作が「バンドの中の音楽的なひきだしを出来るだけひっぱりだそう」という意図を持って制作されたアルバムであると述べた上で、本曲がその意図の所産であると述べている[20]。本曲は結成当時に制作されたもののライブにおいても演奏されていなかった曲であり、本曲以降ユカイは歌に心情を込めるという姿勢を積極的に出し始めたと宗清は述べている[20]。音楽情報サイト『OKMusic』にて帆苅は、「ジョン・レノンへの敬愛を綴った名曲」であると述べている[18]。
2. 「MONKEY DANCIN'」
RED WARRIORSの歴史上において最も長期に亘り多くのステージで演奏された楽曲[21]。本曲は前作『LESSON 1』（1986年）制作時にもレコーディングされたが、演奏面で不満を残したため収録が見送られた[21]。前作では一発録りを好んでいた木暮であったが、本曲では方向転換し緻密なギター・ダビングを行っている[21]。また、木暮特有のリバーブを極力排除したドライでオン・マイク感の強いサウンドにする傾向も本曲以降多く使用されるようになった[21]。音楽情報サイト『OKMusic』にて帆苅は、「ハードファンクチューン」であると述べている[18]。
3. 「FOOLISH GAMBLER」
当初「ボーイッシュガール」というタイトルで制作されていたが、高校時代の親友が銀行強盗によって逮捕された新聞記事を見たことからその親友をテーマに作詞したとユカイは述べている[15]。テーマは「男の友情」であり、ギャング映画の要素が入っている部分をユカイは好んでいると述べている[15]。宗清によれば、当初はニューヨーク・ドールズやシルヴァーヘッドのようなミディアム・テンポのロックンロールをイメージした、木暮が趣味で制作していた楽曲であったという[21]。しかしメンバーが思っていた以上にライブにおいて盛り上がる楽曲となり、次第にハイ・テンポな演奏に変化していったと宗清は述べている[21]。また、ユカイによる独特な歌詞がファンの気持ちを惹きつけ、本曲の人気が高まったとも宗清は述べている[21]。音楽情報サイト『OKMusic』にて帆苅は、「疾走感あふれる」楽曲であると述べている[18]。
4. 「WINE & ROSES #2 (Club Version)」
先行シングルとしてリリースされた「バラとワイン」のアルバム・バージョンとなっている。詳細は「バラとワイン」を参照。

## リリース、チャート成績
本作は1987年6月21日に日本コロムビアのBODYレーベルからLP、CD、CTの3形態でリリースされた。本作からは同年4月21日に先行シングルとして「バラとワイン」がシングルカットされている。本作のLP盤はオリコンアルバムチャートにて最高位第11位の登場週数11回で、売り上げ枚数は1.6万枚となった。
本作は1993年10月21日にCDのみ「CD文庫1500シリーズ」として廉価版が再リリースされた。セルフカバー・アルバム『Re:Works』（2001年）においては、「CASINO DRIVE」「JOHN」「FOOLISH GAMBLER」「WINE & ROSES」の4曲が再レコーディングされた上で収録された。2007年4月4日には5枚組CD+5枚組DVDのボックス・セット『Lesson 20 -RED WARRIORS 20th Anniversary Box-』に収録される形でデジタル・リマスタリング盤として再リリースされた。

## 批評
| 専門評論家によるレビュー | 専門評論家によるレビュー |
| レビュー・スコア         | レビュー・スコア         |
| 出典                     | 評価                     |
| ------------------------ | ------------------------ |
| CDジャーナル             | 肯定的                   |
| TOWER RECORDS ONLINE     | 肯定的                   |
| OKMusic                  | 肯定的                   |

批評家たちからは本作の音楽性に対して肯定的な意見が挙げられており、音楽情報サイト『CDジャーナル』では「ロック・ヒーロー気取りがちょっと鼻につくところもある」、「演奏にもう少しスウィングが欲しい」と指摘したものの、「大きな成長の跡がうかがえる2作目」であると本作を位置づけ、ボーカルの進化が著しいと述べたほか、「彼らのロックに対する理想や美意識('70年代的なものだ)は純粋で、信頼できる」と述べ肯定的に評価した。音楽情報サイト『TOWER RECORDS ONLINE』では、ダイアモンド☆ユカイ主演映画『TOKYO-POP』で使用された楽曲が収録されていることに触れた上で、ユカイのボーカルを高く評価したほかに、当時の日本では希少であったグラムロックの音楽性を取り入れたことを指摘した上で「70年代風のバンドを意識したサウンドが本当にかっこいい」と絶賛した。音楽情報サイト『OKMusic』にて帆苅は本作を「アガるアルバム」であると主張、全9曲と収録曲が少ないものの内容がバラエティー豊かであると主張、サウンドの中心であるギターの存在感が大きいことから散漫な印象にはなっていないと肯定的に評価、さらに木暮に対しては「どんなタイプも器用に奏でつつ、“らしさ”を損なわないギタリスト」であると主張した上で、本作においてその特異さが発揮されていると述べている。また「SHAKEが書いたバラエティー豊かなメロディーは、YUKAIの歌唱力、表現力があってこそ輝きを増すものである」とも主張、ユカイがボーカリストとして「非凡な才能の持ち主」であると絶賛した。

## 収録曲
- CD歌詞カードに記載されたクレジットを参照[25]。

| #         | タイトル                 | 作詞                | 作曲      | 編曲         | 時間  |
| --------- | ------------------------ | ------------------- | --------- | ------------ | ----- |
| 1.        | 「CASINO DRIVE」         | 木暮武彦            | 木暮武彦  | RED WARRIORS | 4:14  |
| 2.        | 「I MISS YOU」           | ダイアモンド☆ユカイ | 木暮武彦  | RED WARRIORS | 4:39  |
| 3.        | 「OLD FASHIONED AVENUE」 | 木暮武彦            | 木暮武彦  | RED WARRIORS | 3:16  |
| 4.        | 「OUTLAW BLUES」         | ダイアモンド☆ユカイ | 木暮武彦  | RED WARRIORS | 6:23  |
| 5.        | 「MORNING AFTER」        | 木暮武彦            | 木暮武彦  | RED WARRIORS | 4:05  |
| 合計時間: | 合計時間:                | 合計時間:           | 合計時間: | 合計時間:    | 22:37 |

| #         | タイトル                           | 作詞                          | 作曲      | 編曲         | 時間  |
| --------- | ---------------------------------- | ----------------------------- | --------- | ------------ | ----- |
| 6.        | 「JOHN」                           | ダイアモンド☆ユカイ           | 木暮武彦  | RED WARRIORS | 5:26  |
| 7.        | 「MONKEY DANCIN'」                 | ダイアモンド☆ユカイ、木暮武彦 | 木暮武彦  | RED WARRIORS | 4:40  |
| 8.        | 「FOOLISH GAMBLER」                | ダイアモンド☆ユカイ           | 木暮武彦  | RED WARRIORS | 4:05  |
| 9.        | 「WINE & ROSES #2 (Club Version)」 | 木暮武彦                      | 木暮武彦  | RED WARRIORS | 5:53  |
| 合計時間: | 合計時間:                          | 合計時間:                     | 合計時間: | 合計時間:    | 20:04 |

| #         | タイトル                         | 作詞                          | 作曲                   | 編曲         | 時間  |
| --------- | -------------------------------- | ----------------------------- | ---------------------- | ------------ | ----- |
| 10.       | 「WINE & ROSES」                 | 木暮武彦                      | 木暮武彦               | RED WARRIORS | 5:28  |
| 11.       | 「I AM THE WALRUS」              | レノン＝マッカートニー        | レノン＝マッカートニー | RED WARRIORS | 5:22  |
| 12.       | 「BIRTHDAY SONG -Another Tape-」 | 木暮武彦、ダイアモンド☆ユカイ | 木暮武彦               | RED WARRIORS | 4:31  |
| 13.       | 「ルシアン・ヒルの上で」         | 木暮武彦                      | 木暮武彦               | RED WARRIORS | 4:50  |
| 14.       | 「ROLLING DOWN THE STREET」      | ダイアモンド☆ユカイ、木暮武彦 | 木暮武彦               | RED WARRIORS | 5:13  |
| 合計時間: | 合計時間:                        | 合計時間:                     | 合計時間:              | 合計時間:    | 25:24 |

## スタッフ・クレジット
- CDバックカバーに記載されたクレジットを参照[25]。

### RED WARRIORS
- 田所 “ダイアモンド☆ユカイ” 豊 – ボーカル、カズー
- 木暮 "Shäke" 武彦 – ギター、コーラス、ホーン・アレンジメント、ストリングス・アレンジメント
- 小川清史 – ベース、コーラス
- 小沼 "Comma" 達也 – ドラムス、パーカッション、コーラス

### 参加ミュージシャン
- ミッキー吉野 – ピアノ（9曲目）
- 宗清裕之 – ピアノ（2, 8曲目）
- デキシーキングス – ホーン・セクション（9曲目）
  - 筒井政明 – トランペット
  - 小林英夫 – クラリネット
  - 薗田憲一 – トロンボーン
- 松井亜由美 – ストリングス（5曲目）、ストリングス・アレンジメント
- 三木黄太 – ストリングス（5曲目）、ストリングス・アレンジメント
- 富田芳正 – ホーン・アレンジメント

### 録音スタッフ
- 宗清裕之（日本コロムビア） – プロデューサー
- 木暮武彦 – プロデューサー
- マイケル・ツィマリング – レコーディング・エンジニア、ミキシング・エンジニア
- 猪股正幸 – アシスタント・エンジニア
- 中里茂 – アシスタント・エンジニア
- 浪江暢生 – アシスタント・エンジニア
- 中川直彦 – アシスタント・エンジニア

### 制作スタッフ
- 佐々木健彦 – パーソナル・マネージメント（マザーエンタープライズ）
- 永野 "KAZUNI" 治 – インストゥルメント・テクニシャン
- 佐藤庄平（マザーエンタープライズ） – プロモーション・エージェント
- 本木元（マザーエンタープライズ） – プロモーション・エージェント
- やまぐちいずみ（日本コロムビア） – プロモーション・エージェント
- うつきちえ（マザーエンタープライズ） – インフォメーション
- 森川卓夫（日本コロムビア） – スーパービジョン

### 美術スタッフ
- 後藤繁雄 – クリエイティブ・ディレクション
- パシフィックプレスサービス (P.P.S) – 写真撮影
- 松本康男 – 写真撮影
- DIAMOND HEAD'S – アート・ディレクション、デザイン

### その他スタッフ
- アバコクリエイティブスタジオ – スペシャル・サンクス
- V.F.V.スタジオ – スペシャル・サンクス
- パール楽器製造 – スペシャル・サンクス
- A&Aコーポレーション – スペシャル・サンクス
- Bill's Brothers – スペシャル・サンクス
- S.HASEGAWA – スペシャル・サンクス
- ROKKOMAN Inc. – スペシャル・サンクス
- Skinhead – スペシャル・サンクス
- 福田信（マザーエンタープライズ） – エグゼクティブ・プロデューサー

## チャート
| チャート         | 最高順位 | 登場週数 | 売上数  | 規格 | 出典  |
| ---------------- | -------- | -------- | ------- | ---- | ----- |
| 日本（オリコン） | 11位     | 11回     | 1.6万枚 | LP   | [ 2 ] |

## リリース日一覧
| No. | リリース日     | レーベル                                   | 規格   | カタログ番号 | 備考 | 出典          |
| --- | -------------- | ------------------------------------------ | ------ | ------------ | --- | ------------- |
| 1   | 1987年6月21日  | 日本コロムビア／BODY                       | LP     | AF-7455      | |               |
| 2   | 1987年6月21日  | 日本コロムビア／BODY                       | CT     | CAR-1490     | |               |
| 3   | 1987年6月21日  | 日本コロムビア／BODY                       | CD     | 33CA-1639    | |               |
| 4   | 1993年10月21日 | 日本コロムビア／BODY                       | CD     | COCA-11082   | CD文庫1500シリーズ（廉価版）                                                                                       | [ 24 ] [ 1 ]  |
| 5   | 2007年4月4日   | コロムビア・ミュージックエンタテインメント | CD     | COZA-51036   | ボックス・セット『Lesson 20 -RED WARRIORS 20th Anniversary Box-』収録 紙ジャケット仕様、デジタル・リマスタリング盤 | [ 26 ] [ 27 ] |
| 6   | 2011年5月11日  | 日本コロムビア／BODY                       | AAC-LC | -            | 『Lesson 20』と同内容のデジタル・ダウンロード版（全14曲）                                                          | [ 28 ]        |
| 7   | 2013年4月3日   | 日本コロムビア／BODY                       | AAC-LC | -            | 『Lesson 20』と同内容のデジタル・ダウンロード版（全14曲）                                                          | [ 29 ]        |